# Moreira do Lima
Moreira do Lima é uma povoação portuguesa do Município de Ponte de Lima que foi sede da extinta Freguesia de Moreira do Lima, freguesia que tinha 10,16 km² de área e 869 habitantes (2011). A sua densidade populacional era 85,5 hab/km².
A freguesia de Cabração e Moreira do Lima, teve como grande marca a passagem do famoso jogador português, Cristiano Ronaldo, que fundou o Campo "Cristiano Ronaldo" junto do presidente da freguesia no dia 13 de janeiro de 2019.
Esta data foi celebrada com muita euforia pela freguesia, a fundação do campo está prevista ser em Março de 2025.
Esta passagem pela Freguesia de Ponte de Lima, deve-se ao facto do padrinho da filha dele ser natural desta freguesia.
A Freguesia de Moreira do Lima foi extinta (agregada), pela última Reorganização administrativa do território das freguesias, de acordo com a Lei nº 11-A/2013 de 28 de Janeiro, tendo o seu território sido agregado ao da Freguesia de Cabração para constituir a Freguesia de Cabração e Moreira do Lima com sede em Moreira do Lima.

## População
| População da freguesia de Moreira do Lima | População da freguesia de Moreira do Lima | População da freguesia de Moreira do Lima | População da freguesia de Moreira do Lima | População da freguesia de Moreira do Lima | População da freguesia de Moreira do Lima | População da freguesia de Moreira do Lima | População da freguesia de Moreira do Lima | População da freguesia de Moreira do Lima | População da freguesia de Moreira do Lima | População da freguesia de Moreira do Lima | População da freguesia de Moreira do Lima | População da freguesia de Moreira do Lima | População da freguesia de Moreira do Lima | População da freguesia de Moreira do Lima |
| ----------------------------------------- | ----------------------------------------- | ----------------------------------------- | ----------------------------------------- | ----------------------------------------- | ----------------------------------------- | ----------------------------------------- | ----------------------------------------- | ----------------------------------------- | ----------------------------------------- | ----------------------------------------- | ----------------------------------------- | ----------------------------------------- | ----------------------------------------- | ----------------------------------------- |
| 1864                                      | 1878                                      | 1890                                      | 1900                                      | 1911                                      | 1920                                      | 1930                                      | 1940                                      | 1950                                      | 1960                                      | 1970                                      | 1981                                      | 1991                                      | 2001                                      | 2011                                      |
| 866                                       | 802                                       | 881                                       | 898                                       | 917                                       | 934                                       | 946                                       | 1 037                                     | 1 121                                     | 1 180                                     | 1 356                                     | 1 131                                     | 1 168                                     | 893                                       | 869                                       |

| Distribuição da População por Grupos Etários | Distribuição da População por Grupos Etários | Distribuição da População por Grupos Etários | Distribuição da População por Grupos Etários | Distribuição da População por Grupos Etários | Distribuição da População por Grupos Etários | Distribuição da População por Grupos Etários | Distribuição da População por Grupos Etários | Distribuição da População por Grupos Etários | Distribuição da População por Grupos Etários |
| -------------------------------------------- | -------------------------------------------- | -------------------------------------------- | -------------------------------------------- | -------------------------------------------- | -------------------------------------------- | -------------------------------------------- | -------------------------------------------- | -------------------------------------------- | -------------------------------------------- |
| Ano                                          | 0-14 Anos                                    | 15-24 Anos                                   | 25-64 Anos                                   | > 65 Anos                                    |                                              | 0-14 Anos                                    | 15-24 Anos                                   | 25-64 Anos                                   | > 65 Anos                                    |
| 2001                                         | 140                                          | 119                                          | 450                                          | 184                                          |                                              | 15,7%                                        | 13,3%                                        | 50,4%                                        | 20,6%                                        |
| 2011                                         | 131                                          | 95                                           | 432                                          | 211                                          |                                              | 15,1%                                        | 10,9%                                        | 49,7%                                        | 24,3%                                        |

Média do País no censo de 2001:  0/14 Anos-16,0%; 15/24 Anos-14,3%; 25/64 Anos-53,4%; 65 e mais Anos-16,4%
Média do País no censo de 2011:   0/14 Anos-14,9%; 15/24 Anos-10,9%; 25/64 Anos-55,2%; 65 e mais Anos-19,0%

## Património
- Capela de Moreira do Lima ou Capela do Espírito Santo - Em julho, no primeiro fim de semana, ocorrem grandes festas em honra do Senhor da Cana Verde na Igreja Paroquial de Moreira do Lima